# Папінка
Па́пінка (рос. Папинка) — річка в Удмуртії (Увинський район), Росія, ліва притока Уви.
Довжина річки становить 11 км. Бере початок на північ від присілку Великий Каркалай. Протікає спочатку на північний захід, потім плавно повертає на південний захід. Впадає до Уви на північ від селища Ува. Береги заліснені, місцями заболочені. Приймає декілька дрібних приток.
Над річкою не розташовано населених пунктів.